# Fender Toronado
Die Fender Toronado ist ein E-Gitarren-Modell, das einen Versuch des US-amerikanischen Musikinstrumentenherstellers Fender widerspiegelt, auch solche Gitarristen zufriedenzustellen, die den Klang von E-Gitarren mit zwei doppelspuligen Tonabnehmern in Humbucker-Bauweise sowie mit Mahagoni-Korpus bevorzugen. Die Toronado ist die erste eigenständige Entwicklung von Fender-Mexico, die preiswertere Fender-Gitarren herstellt.
Die Fender Toronado kam etwa 1998 auf den Markt und ist meist mit zwei Fender-Atomic-Humbuckern bestückt, in der GT-Serie jedoch mit zwei Tonabnehmern des Herstellers Seymour Duncan, andere mit zwei Black-Dove-Tonabnehmern (ähnlich dem vom Mitbewerber Gibson 1948 eingeführten Singlecoil-Tonabnehmermodell P-90). Der an die Fender Jazzmaster angelehnte Korpus ist aus Mahagoni, das Griffbrett aus Palisander, wobei manche Modelle stattdessen einen Korpus aus Erlen- oder Pappelholz haben.
Wie bei fast jeder Fender-Gitarre ist der Hals aus Ahornholz an den Korpus angeschraubt und hat eine Gibson-ähnliche Mensur, ebenfalls um Liebhabern von Gibson-Gitarrenmodellen eine günstige, in Klang und Bespielbarkeit Gibson-ähnliche Alternative zu bieten, die nicht von der Gibson-Tochterfirma Epiphone stammt. Die früheren Toronado-Modelle haben eine feste Hardtail-Brücke, bei der die Saiten durch den Korpus geleitet wurden, und ein der Jazzmaster nachempfundenes Schlagbrett. Neuere Modelle haben dagegen eine klassische Stoptail-Brücke, wie sie auch bei Gibson-Modellen zu sehen ist, und ein kleines Schlagbrett wie es auch beim Fender-Modell Strat-o-Sonic aus US-amerikanischer Fertigung verwendet wird. Beide Versionen haben einen Drei-Wege-Schalter und für jeden der beiden Tonabnehmer je einen Ton- und einen Lautstärkeregler.
In der Regel in Mexico hergestellt, wurde die Toronado in die Highway-1 Serie übernommen, jedoch mit zwei statt vier Reglern. Mittlerweile wurde die Toronado aus dem Fender-Programm gestrichen.

## Klang
Die Fender Toronado ist vom Klang her deutlich an die Gibson-Gitarren angelehnt, ist aber durchaus eigenständig. Mit einem Humbucker an der Halsposition gibt es kaum eine Serien-Fender, die einen ähnlichen Ton erzeugt.

## Die Fender Toronado in der Musik
Nur wenige prominente Gitarristen spielen eine Toronado, darunter John Frusciante von den Red Hot Chili Peppers im Video zum Musikstück Can’t Stop und Rockgitarrist Ross Feratu von der Band The Spook, der eine Fender Toronado auf bislang allen Alben, in Videos und bei diversen Europa-Touren nutzte. Tom DeLonge von blink-182 verwendete eine modifizierte Toronado als Studio-Gitarre, und Brian Molko, Gitarrist und Sänger der Band Placebo, spielte 2009 beim deutschen Rockmusik-Festival Rock am Ring auf einer Toronado.